# Port lotniczy Villahermosa
Port lotniczy Villahermosa (IATA: VSA, ICAO: MMVA) – port lotniczy położony w Villahermosa, w stanie Tabasco, w Meksyku.